# Anderson Lake, Western Australia
Anderson Lake är en sjö i Australien. Den ligger i delstaten Western Australia, omkring 320 kilometer sydost om delstatshuvudstaden Perth. Anderson Lake ligger 223 meter över havet. Arean är 1,6 kvadratkilometer. Den sträcker sig 2,1 kilometer i nord-sydlig riktning, och 1,2 kilometer i öst-västlig riktning.
Trakten runt Anderson Lake består till största delen av jordbruksmark. Trakten runt Anderson Lake är nära nog obefolkad, med mindre än två invånare per kvadratkilometer. Genomsnittlig årsnederbörd är 579 millimeter. Den regnigaste månaden är maj, med i genomsnitt 85 mm nederbörd, och den torraste är februari, med 10 mm nederbörd.